# Il cineamatore
Il cineamatore (Amator) è un film del 1979 diretto da Krzysztof Kieślowski, scritto dal regista insieme all'interprete protagonista Jerzy Stuhr.

## Trama
Filip Mosz, impiegato trentenne polacco, acquista una macchina da presa quasar 2, di fabbricazione russa, per filmare la nascita della sua bambina. Spende per l'acquisto l'equivalente di due mesi di salario. È felicemente sposato, ha una bella casa e può considerarsi una persona tranquilla e benestante secondo gli standard della società socialista polacca.
Tutto questo non gli basta. Viene velocemente catturato dalla macchina da presa, che lo risucchia quasi fosse un demone.
La moglie, neomamma con problemi di depressione post-partum, si sente trascurata e lo avversa nella sua nuova passione. La donna intuisce subito che dietro lo spasmodico interesse del marito per la cinematografia si nasconde un'insoddisfazione di tipo esistenziale. Comprende che, se il compagno si dedica "alla prima di tutte le arti", è perché in fondo non è felice della vita che è riuscito a costruire con lei. La passione dell'uomo cresce a seguito del conseguimento del terzo premio ad un festival di cinematografia amatoriale. Fonda un circolo presso la sua azienda, ma è continuamente alle prese con la burocrazia socialista, di cui il film sottolinea costantemente i limiti e le ipocrisie, anche se, di fondo, i dirigenti aziendali vengono descritti come persone intimamente umane.
Il primo film, commissionato dall'azienda, è la ripresa di una grigia cerimonia per un anniversario aziendale, ma già in quell'occasione il protagonista è attratto dalla descrizione dei piccoli eventi del mondo reale e delle cose così come accadono, in contrasto con i burocrati, che vorrebbero che si limitasse alle riprese agli eventi ufficiali.
Di lì in avanti è come risucchiato dal realismo cinematografico, fino però a comprendere che la rappresentazione della verità non è priva di problemi di ordine morale.
Di pari passo con l'evoluzione della sua tecnica cinematografica e con l'affermazione sociale, che lo porta addirittura a lavorare per la televisione di stato, il personaggio perde la grande sensibilità e l'innocenza che lo caratterizzavano all'inizio della storia e viene abbandonato dalla moglie.
Alla fine sembra capire, guidato da un anziano burocrate, che si rivela ad ogni passo una persona molto più profonda e lungimirante di quanto potessero far sospettare le apparenze, che la rappresentazione della vita, in tutti i suoi aspetti, non può ridursi ad una violenta raffigurazione del reale.

## Produzione

### Cast
Il regista Krzysztof Zanussi interpreta se stesso. Inoltre è anche inclusa una scena tratta da un suo film del 1976, Colori mimetici (Barwy ochronne).

## Riconoscimenti
- Festival del cinema polacco 1979: Golden Lion, miglior attore (Jerzy Stuhr)
- Gran Premio 1979 al Festival di Mosca